# اليونان في الألعاب الأولمبية الصيفية 1896
استضافت مملكة اليونان دورة الألعاب الأولمبية الصيفية 1896 في أثينا. وشارك 169 رياضيًا من اليونان (176 في مصادر أخرى) في تسع رياضات. وحقّق اليونانيون أكبر عدد من الميداليات (46)، متفوقين على ب26 ميدالية على الولايات المتحدة. إلا أنهم حلّو في المركز الثاني للترتيب النهائي بعشر ميداليات ذهبية، مقارنة بإحدى عشرة ميدالية للولايات المتحدة.